# 바깥항문조임근
바깥항문조임근(external anal sphincter, sphinchter ani externus), 또는 외항문괄약근은 골격근 섬유가 이루는 납작한 타원형의 근육이다. 항문 가장자리를 둘러싸고 있는 외피에 밀접하게 부착되어 있다.

## 구조
앞쪽 끝에서 뒤쪽 끝까지의 총 길이는 약 8-10cm이다. 배변 시 항문 반대편으로 오므려진 길이는 2.5cm 정도이다.
얕은층과 깊은층, 두 개의 층으로 이루어져 있다.
- 얕은층은 근육의 주요 부분을 구성하고 꼬리뼈의 끝에서 항문의 뒤쪽 가장자리까지 뻗어 있는 좁은 힘줄 띠인 항문꼬리인대에서 시작된다. 얕은층은 근육조직으로 이루어진 두 개의 납작한 평면을 형성한다. 두 평면은 항문을 둥글게 돌아 앞쪽에서 만나고 샅중심체에 닿는다. 샅중심체에 닿으며 얕은샅가로근, 항문올림근, 망울해면체근과도 합류한다.
- 깊은층은 항문관에서 완전한 조임근을 형성한다. 항문관을 둘러싼 깊은층의 근육 섬유는 속항문조임근과 가까이 붙어 있으며, 앞쪽에서는 샅중심체의 다른 근육들과 섞인다.

상당히 많은 경우에서 바깥항문조임근의 섬유는 항문 앞에서 교차하며, 얕은샅가로근과 연속된다.
뒤쪽에선 꼬리뼈에 직접 붙어 있지는 않다.
근육의 위쪽 가장자리는 섬유 일부가 항문올림근과 연결되기 때문에 명확하지 않다.

## 작용
1. 다른 근육들과 마찬가지로 항상 긴장성 수축 상태에 있으며 길항근이 없어 항문관과 항문을 막고 있다.
2. 배변과 무관하게 항문을 더 단단히 막기를 원하는 의지의 영향으로 더 강하게 수축될 수 있다.
3. 꼬리뼈를 고정점으로 하여 샅의 중심점(샅중심체)을 고정하는 데 도움을 주어 이 고정점에서 망울해면체근이 작용할 수 있도록 한다.

## 추가 이미지

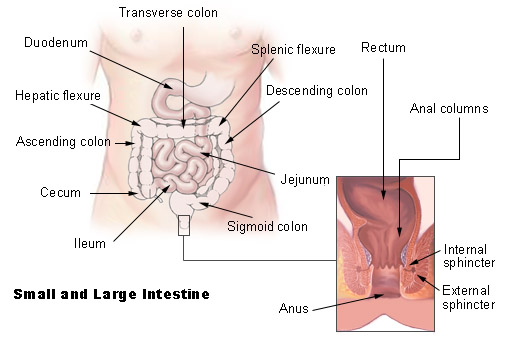
소화계의 창자.
인간 항문의 구조.
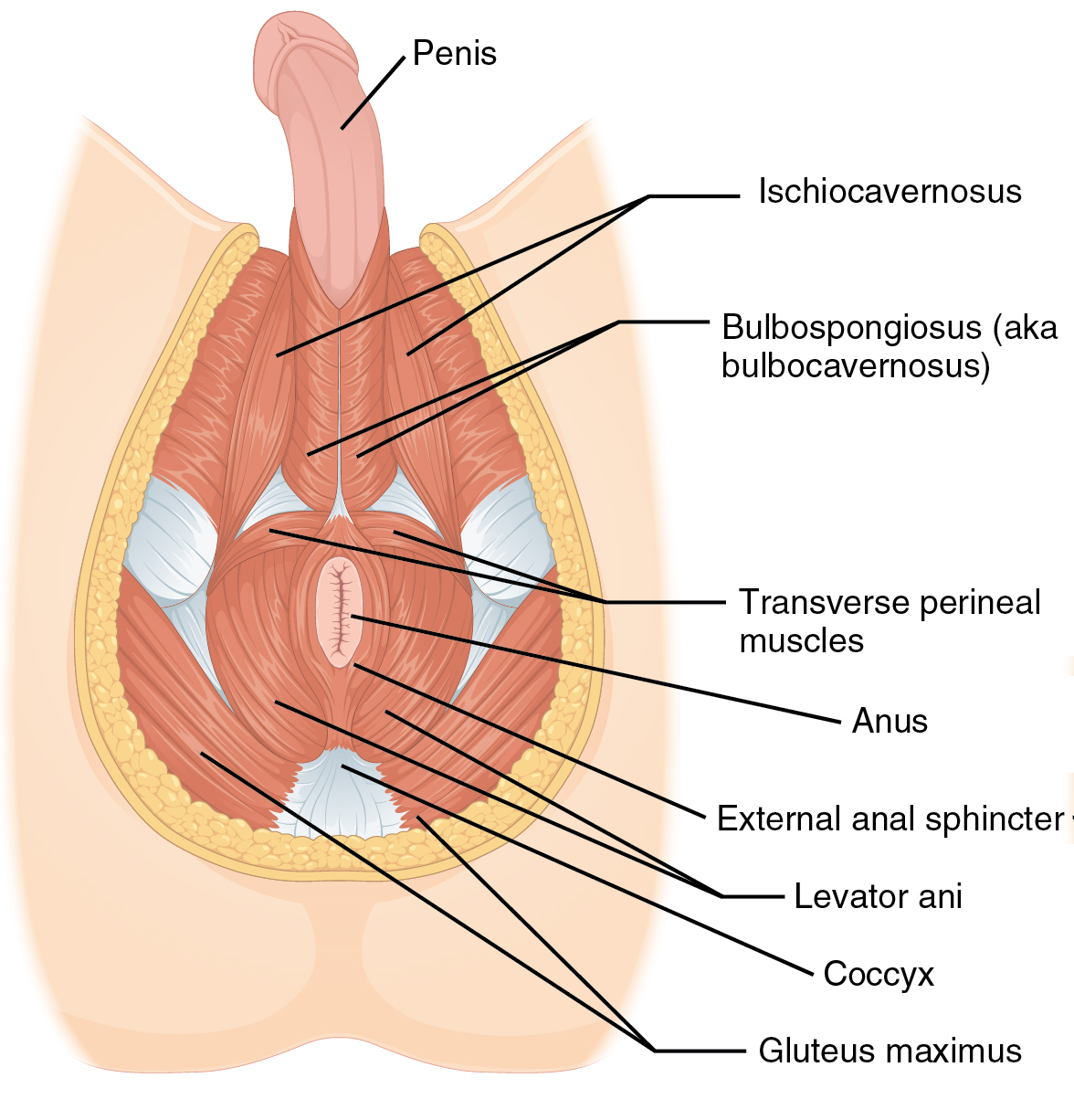
남성 샅의 근육.
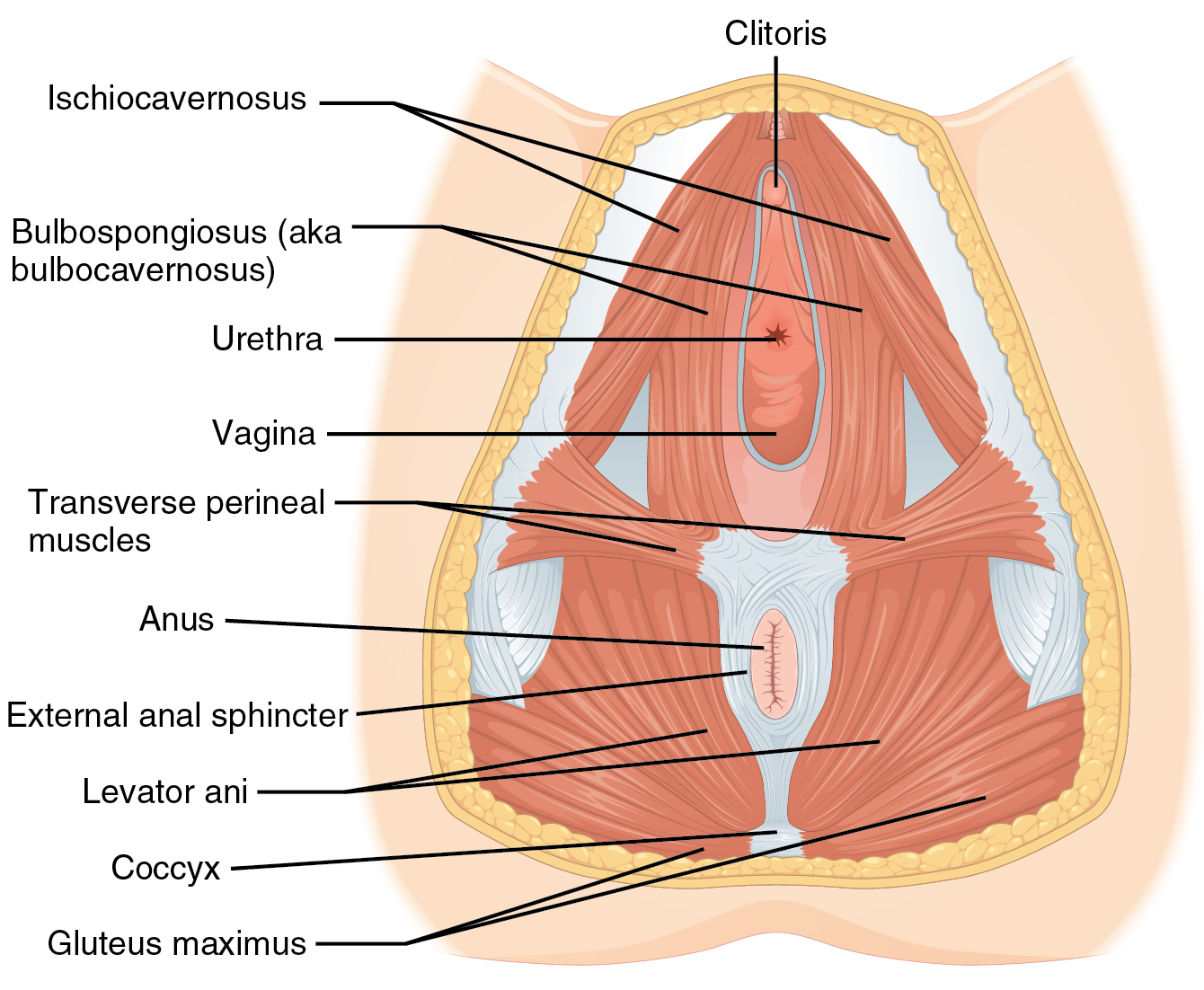
여성 샅의 근육.
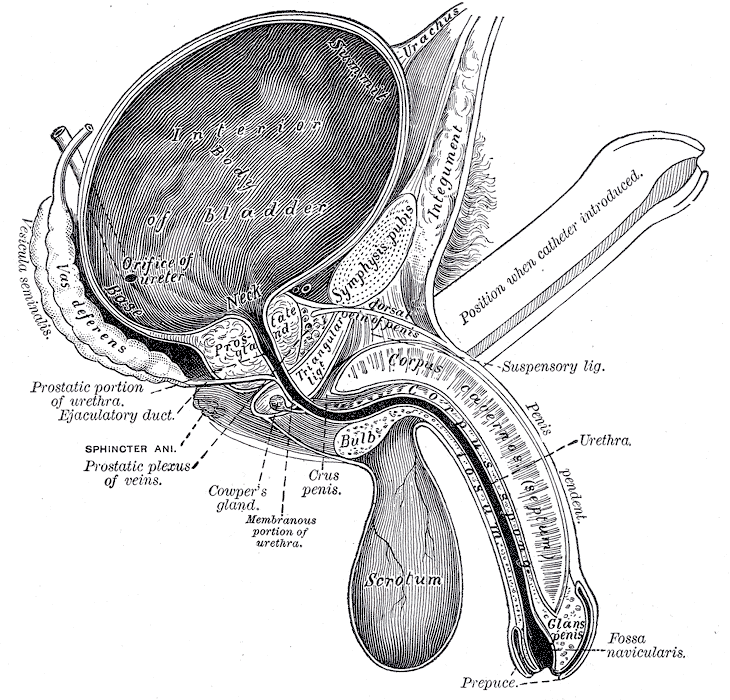
방광, 음경 및 요도의 시상 단면.

## 참고 문헌
이 문서는 현재 퍼블릭 도메인에 속하는 그레이 해부학 제20판(1918) page 425의 내용을 기초로 작성된 글이 포함되어 있습니다.